# Grajska vas
Grajska vas este o localitate din comuna Braslovče, Slovenia, cu o populație de 300 de locuitori.